# ハイスクール・ミュージカル2 サウンドトラック
『ハイスクール・ミュージカル2 サウンドトラック』（High School Musical 2 soundtrack）は、ディズニー・チャンネル・オリジナル・ムービー『ハイスクール・ミュージカル2』のサウンドトラックである。
前作『ハイスクール・ミュージカル』の続編サウンドトラックとして発表された本作品はアメリカ合衆国で2007年8月14日に発売され、日本で同年8月22日に発売された。

## 概要
アルバムは全米チャートビルボード200で第1位を獲得、その他、Top Soundtracks、Top Kid Audio、Top Internet Albums、Top Canadian Albumsでそれぞれ第1位を記録した。

### シングルチャート成績
ファースト・シングル「ホワット・タイム・イズ・イット」はビルボードホット100第6位、Pop 100 第6位、Hot Digital Songs 第24位、ot Canadian Digital Singles 第28位となる。セカンド・シングル「ダンスなんてごめんだ」はビルボードホット100 第74位、Pop 100 第50位、Hot Digital Songs 第27位、Hot Canadian Digital Singles 第40位となる。サード・シングル「あなたは私の心の音楽」はビルボードホット100第31位、Pop 100 第28位、Hot Digital Songs 第8位、Hot Canadian Digital Singles 第22位となる。フォース・シングル「もう行くわ」はビルボードホット100第34位、Pop 100 第31位、Hot Digital Songs 第11位、Hot Canadian Digital Singles 第28位となる。「ファービュラス」はPop 100 第51位、Hot Digital Songs 第28位となる。「切り抜けるんだ」はPop 100第82位、Hot Digital Songs 第68位となる。「自分を取り戻せ！」はビルボードホット100第46位、Pop 100 第35位、Hot Digital Songs 第13位、Hot Canadian Digital Singles 第54位となる。「みんなひとつ！」はビルボードホット100第92位、Pop 100 第58位、Hot Digital Songs 第35位、Hot Canadian Digital Singles 第62位となる。「エヴリデイ」はビルボードホット100第90位、Pop 100 第46位、Hot Digital Songs 第21位、Hot Canadian Digital Singles 第65位となる。

## 収録曲
| #   | タイトル                                            | 作詞 | 作曲・編曲 | アーティスト                                                                                    | 時間 |
| --- | --------------------------------------------------- | ---- | ---------- | ----------------------------------------------------------------------------------------------- | ---- |
| 1.  | 「ホワット・タイム・イズ・イット」                  |      |            | ハイスクール・ミュージカル2のキャスト                                                           | 3:19 |
| 2.  | 「ファービュラス」                                  |      |            | アシュレイ・ティスデイル、ルーカス・グラビール （シャーペイ、ライアン）                         | 3:02 |
| 3.  | 「切り抜けるんだ」                                  |      |            | ハイスクール・ミュージカル2のキャスト （ライアンとシャーペイを除く）                            | 3:03 |
| 4.  | 「あなたは私の心の音楽」                            |      |            | ザック・エフロン、ヴァネッサ・ハジェンズ、オレーシャ・ルーリン （トロイ、ガブリエラ、ケルシー） | 3:28 |
| 5.  | 「ダンスなんてごめんだ」                            |      |            | コービン・ブルー、グラビール （チャド、ライアン）                                               | 3:37 |
| 6.  | 「あなたは私の心の音楽 （シャーペイ・バージョン）」 |      |            | ティスデイル、エフロン （シャーペイ、トロイ）                                                   | 2:29 |
| 7.  | 「もう行くわ」                                      |      |            | ハジェンズ、エフロン （ガブリエラ、トロイ）                                                     | 3:42 |
| 8.  | 「自分を取り戻せ！」                                |      |            | エフロン （トロイ）                                                                             | 3:20 |
| 9.  | 「エヴリデイ」                                      |      |            | エフロン、ハジェンズ （トロイ、ガブリエラ）                                                     | 4:37 |
| 10. | 「みんなひとつ！」                                  |      |            | ハイスクール・ミュージカル2のキャスト                                                           | 4:13 |
| 11. | 「フムフムヌクヌクアプア・ア」                      |      |            | ティスデイル、グラビール （シャーペイ、ライアン）                                               | 3:09 |

| #  | タイトル                      | 作詞 | 作曲・編曲 |
| -- | ----------------------------- | ---- | ---------- |
| 1. | 「サウンドトラック 特典映像」 |      |            |

## チャートと認定
| チャート (2007年)                         | 最高順位 |
| ----------------------------------------- | -------- |
| アルゼンチン トップ50アルバム・チャート   | 1        |
| オーストラリア アルバム・チャート         | 4        |
| ベルギー アルバム・チャート               | 48       |
| カナダ トップ100アルバム・チャート        | 1        |
| ヨーロッパ トップ100アルバム              | 6        |
| フランス アルバム・チャート               | 12       |
| ドイツ アルバム・チャート                 | 5        |
| ギリシャ アルバム・チャート               | 10       |
| イタリア コンピレーション・チャート       | 1        |
| メキシコ トップ100アルバム・チャート      | 2        |
| ニュージーランド アルバム・チャート       | 3        |
| ノルウェー トップ40アルバム・チャート     | 4        |
| ポーランド トップ50アルバム・チャート     | 2        |
| スウェーデン コンピレーション・チャート   | 10       |
| スイス トップ100アルバム・チャート        | 6        |
| 英国 コンピレーション・アルバム・チャート | 1        |
| 米国 ビルボード200                        | 1        |

| 国/地域                                             | 認定        | 認定/売上数 |
| --------------------------------------------------- | ----------- | ----------- |
| ブラジル (ABPD)                                     | Platinum    | 60,000*     |
| ドイツ (BVMI)                                       | Platinum    | 200,000^    |
| ポーランド (ZPAV)                                   | Gold        | 10,000*     |
| アメリカ合衆国 (RIAA)                               | 3× Platinum | 3,000,000^  |
| 概要                                                |             |             |
| ヨーロッパ (IFPI)                                   | Platinum    | 1,000,000*  |
| * 認定のみに基づく売上数 ^ 認定のみに基づく出荷枚数 |             |             |